# XMM-نيوتن

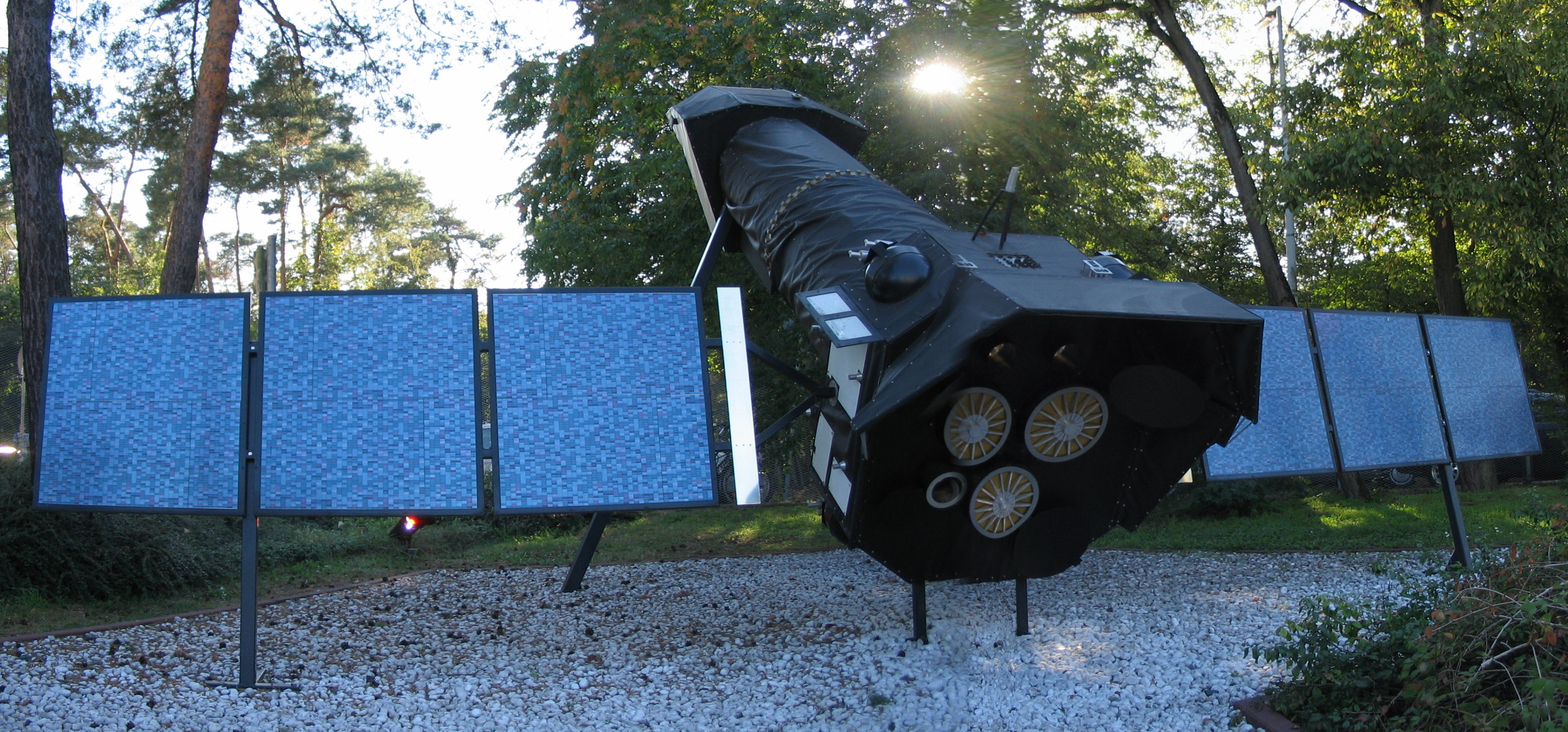
نموذج لتلسكوب الفضاءXMM-Newton في مركز المتابعة دارمشتات ، بألمانيا

مقراب إكس إم إم نيوتن الفضائي  أو مختصرا إكس إم إم نيوتن (بالإنجليزية:XMM Newton)
هو تلسكوب خاص أرسلته الوكالة الأوروبية لأبحاث الفضاء (إيسا) لرصد الكون في نطاق الأشعة السينية (الأشعة السينية لا ترى بالعين، ولكن بعض النجوم تصدرها، كما تصدر بشدة أثناء انفجار مستعرات عظمى). أطلق التلسكوب يوم 10 ديسمبر 1999 على متن صاروخ حامل من نوع أريان 5 من مركز أبحاث الفضاء، كورو الموجود بـ غويانا الفرنسية. من المفترض أن يعمل التلسكوب حتى عام 2014 . الاسم XMM Newton هو اختصار للأسم بالإنجليزية X-ray Multi-Mirror .

أهم وظيفة لهذا التلسكوب الفضائي هو دراسة العمليات ذات الطاقة العالية في الكون. من ضمنها سقوط مادة على ثقب أسود، وكذلك «مولد» نجم أو «موته» (انظر مستعر أعظم)، أو اصتدام نجمين أو مجرتين.

## تشغيله
حمل الصاروخ الحامل التلسكوب البالغ وزنه 8و3 طن إلى مدار حول الأرض ليس دائريا تماما ولكن المدار في شكل قطع ناقص (أي يكون أحيانا قريبا من الأرض وأحيانا أخرى بعيدا عنها أثناء دورته). يميل المدار عن خط الأستواء بمقدار 38,7° على ارتفاع بين 850–114.000 كيلومتر. ثم شغل المحرك الصاروخي الموجود على التلسكوب لكي يرفع أقرب نقطة للمدار للأرض إلى ارتفاع 7000 كيلومتر. يستغرق المقراب في دوته حول الأرض نحو 48 ساعة، وهو وقت طويل يتيح له فرصة رصد الأجرام المتغيرة، كما يبقى المقراب بعيدا عن الحزام المغناطيسي للأرض الذي قد يشوشر على القياسات لمدد طويلة.
يقوم المركز الأوروبي للمتابعة الفضائية ESOC الموجود في دارمشتات بألمانيا بمتابعة المقراب وعمله. يساعده في ذلك عدة هوائيات موزعة حول الأرض موجودة في «برت» بأستراليا و «كورو» (الفرنسية) وسنتياجو دي تشيلي في تشيلي بأمريكا الجنوبية. تجمع البيانات التي يجمعها التلسكوب في «مركز العمليات العلمية إكس إم إم نيوتن» في مدينة «فيلافرانكا» بـ إسبانيا وتحضر وتوزع على المعاهد العلمية المشتركة لتحليلها ودراستها.
وكانت أهم القياسات التي قام بها المقراب الفضائي إكس إم إم نيوتن في عام 2005
, وعام 2007 وعام 2009. ثم مدت فترة بعثته في نوفمبر 2010 حتى نهاية 2014 .

## التلسكوب
لكي يقوم التلسكوب بتكوين صور لأشعة إكس القادمة من أحد الأجرام السماوية فهي لا بد وان تنعكس بزوايا صغيرة على أسطح مرايا مقعرة خاصة. وقد صمم التلسكوب لعكس أشعة إكس الساقطة عليه بزاوية 30 دقيقة قوسية بالنسبة لأسطح المرايا. تلك الزاوية مناسبة لأشعة إكس ذات الطاقة 2 كيلو إلكترون فولط (أي نحو 6 انجستروم). وتنعكس أشعة إكس ذات طاقات أصغر من ذلك أو أكبر جزئيا فقط ويمكن منها تكوين صورة؛ أما إذا كانت أشعة اكس أقوى من ذلك فهي لا تنعكس على المرايا، فلا تتجمع ولا تكوّن صورة. تبلغ مساحة الالمرايا الفعالة في التلسكوب 6000 سنتيمتر مربع للاشعة ذات طاقة 2 كيلو إلكترون فولط، بينما تبلغ المساحة الفعالة 3000 سنتيمتر مربع لاشعة إكس ذات 7 كيلو إلكترون فولط. يمكن للتلسكوب دراسة الأشعة التي تبلغ طاقتها بين 0,3 keV و 10 كيلو إلكترون فولط. التلسكوب مبني بطريقة تلسكوب ولتر.

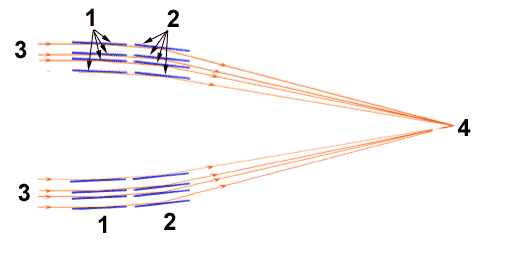
توضيح طريقة تلسكوب ولتر 1 :
1 : المرايا معدنية رقيقة في شكل القطع المكافي ، - 2 : مرايا في شكل القطع الزائد لأشعة إكس 3 الساقطة - 4 : نقطة البؤرة.

للحصول على صورة للأشعة السينية وتجميع عدد كبير من الفوتونات يتكون التلسكوب (وهو من نوع تلسكوب ولتر من 58 من المريا المعدنية الاسطوانية المتداخلة، تبلغ أقطارها بين 70 سنتيمتر إلى 30 سنتيمتر داخل بعضها البعض، ويبلغ طول كل منها 60 سنتيمتر. ويبلغ سمك المرآة 47و0 مليمتر، وتبلغ المسافة بين المرايا المتداخلة 07و1 مليمتر.

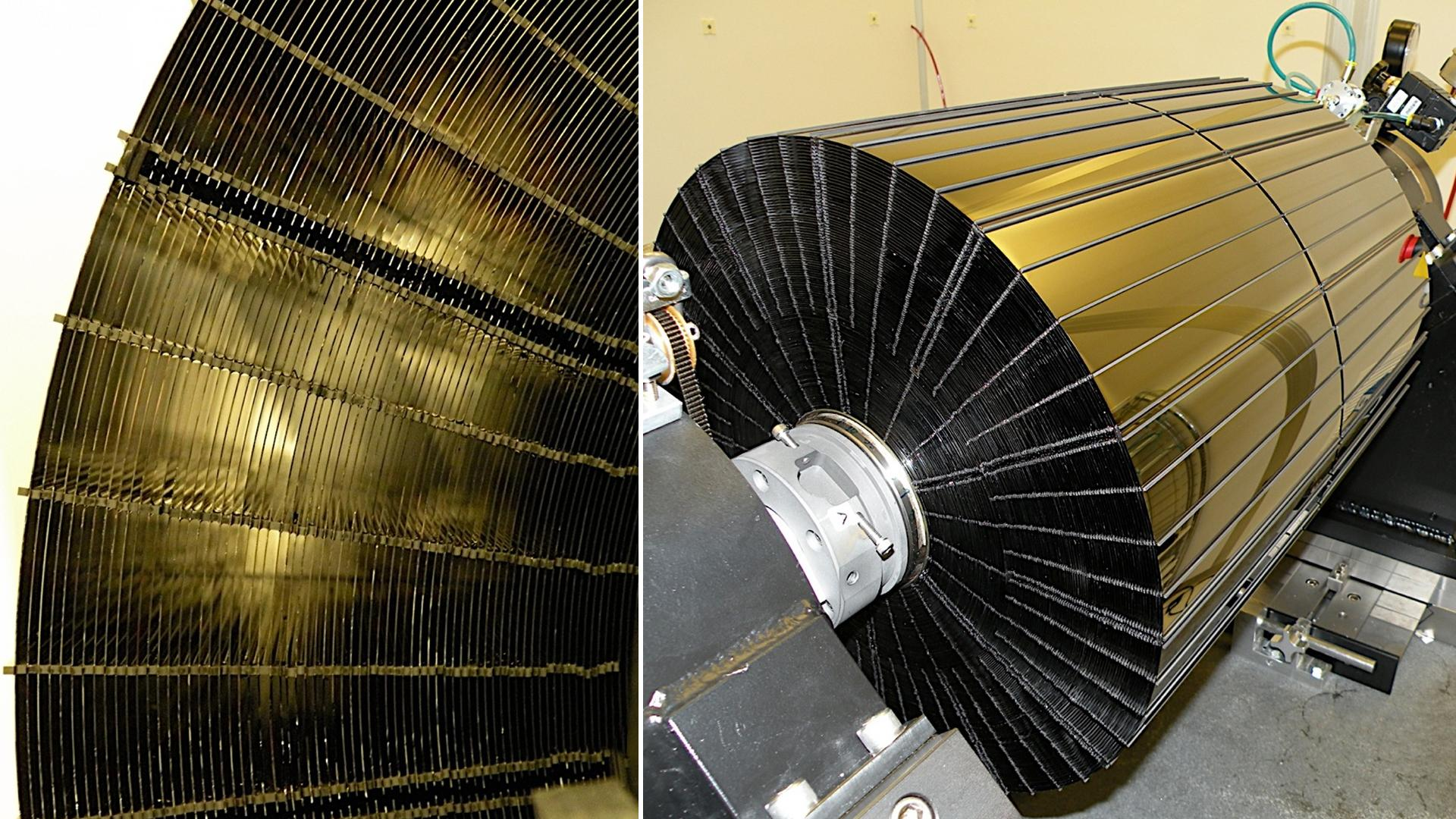
تلسكوب ولتر لأشعة إكس مماثل لتلسكوب إكس إم إم نيوتن.

المرايا العاكسة لأشعة إكس مصنوعة من سبيكة من الحديد والنيكل مصقولة، وهي عناصر ثقيلة ولكنها هي الصالحة لعكس أشعة إكس وتجميعها في بؤرة لتكوين صورة للجرم السماوي المصدر لتلك الأشعة. يبلغ البعد البؤري لنظام المرايا المعدنية 5و7 متر، وتبلغ فتحة المريا الأمامية بقطر 70 سنتيمتر. يمثل وزن نظام المريا الحديدية هذا الحد الأقصي لحمولة الصاروخ أريان 5.

## التلسكوب والأجهزة العلمية
قامت مجموعة من الشركات الأوروبية تحت إشراف الشركة الألمانية لأبحاث الطيران والفضاء DASA ببناء المقراب الفضائي. وكان إكس إم إم نيوتن في ذلك الوقت هو أثقل مقراب فضائي تبنيه أوروبا وتقوم بنفسها بإرساله إلى الفضاء. ولكن فيما بعد ضربت المجموعة الأوروبية هذا الرقم في عام 2002 بإرسال قمر صناعي أكبر ويحمل تلسكوبا آخرا «إنتجرال» بغرض تكملة قياسات إكس إم إم نيوتن، فهو يقوم أيضا بقياس أشعة إكس.
يحمل إكس إم لإم نيوتن ثلاثة تلسكوبات متوازية لقياس أشعة إكس، مبنية على نظام تلسكوب ولتر 1، وتقوم الثلاثة تلسكوبات بقياس نفس المكان جماعة. وبغرض توسيع مساحة تلقي الأشعة الساقطة يتكون كل مقراب من 58 مرآة معدنية متداخلة في بعضها البعض عالية الدقة (بصلية الشكل). يبلغ البعد البؤري للتيسكوب 5و7 متر، ويبلغ قطر الطاسة الكبيرة 70 سنتيمتر. بالمقارنة ب تلسكوب شاندرا الفضائي للأشعة السينية الذي أرسلته ناسا فيتميز إكس إم إم نيوتن بمساحة تجميع للأشعة أكبر وبصفة خاصة للأشعة السينية عالية الطاقة التي تبلغ طاقتها 7 كيلو إلكترون فولط، إلا أن أصغر نقطة يستطيع قياسها يبلغ عرضها 5 ثانية قوسية.
يحمل تلسكوب إكس إم إم نيوتن ثلاثة أنواع من الأجهزة للقياس:
- ثلاثة كاميرات لتصوير الفوتونات EPIC أوروبية الصنع، أشرفت على بنائها بريطانيا وصنعت في إيطاليا وفرنسا وألمانيا وفي المملكة المتحدة. وتوجد خلف كل من الثاثة تلسكوبات أحد تلك الكاميرات. أحد تلك الكاميرات تستخدم مجسات سي سي دي، صنعت في معمل أشباه الموصلات التلبع ل معهد ماكس بلانك لفيزياء خارج الأرض MPI [9][10][11] وتقوم كاميرا EPIC بتصوير أشعة إكس في حيز 0,1-15 كيلو إلكترون فولط، وتسمح بتسجيل تغيرات الأشعة بدقة زمنية عالية، فهي تسجل موعد استقبال الفوتون. وتهتمد دقة قياسها لطاقة الفوتونات (الأشعة) على قدرة التباين للطاقة لمجس السي سي دي التي تقدر بنحو 1/20 إلى 1/50 من طاقة الفوتون، وهي لا تعتبر تعمل بتباين عالي ولكنها كافية.
- اثنان من مطياف محزز الحديود RGS صنعتا في هولندا والولايات المتحدة. ومع استخدام مطياف إضافي يمكن بواسطتهم رصد وفحص مصادر للأشعة القوية بتباين عالي للطاقة (1/200 إلى 1/800 من طاقة افوتون) في نطاق الطاقة 0,35-2.5 كيلو إلكترون فولط.
- «مقياس ضوئي للضبط» عبارة عن تلسكوب ذو مرآة مقعرة قطر 30 سمتيمتر، موازيا في اتجاهة للثلاثة تلسكوبات التي تقيس أشعة إكس. وهو يسمح بإجراء عمليات الرصد للمجموعة لمشاهدات أشعة إكس وكذلك في الجزء الفوق بنفسجي للأشعة المرئية. وقد قامت بريطانيا ببنائه.

## النتائج
خلال الستة سنوات الأولى من عمر تلسكوب نيوتن الفضائي حقق نتائجا جديدة في مجال فيزياء النجوم، ومن ضمنها:
- تحليل مطيافي مفصل ل الهالة الشمسية ولنجوم أخرى غير الشمس،
- دراسة الغازات الساخنة في تجمعات المجرات. وقد بينت تلك القياسات عدم وجود ما كان يسمى «انتشار التبريد»، حيث كان العلماء يعتقدون في حدوث تبريد سريع للغازات الساخنة بين المجرات،
- قام مقراب إكس إم إم نيوتن الفضائي بقياس وتسجيل أدق قياسات لأشعة أكس الآتية من أنحاء الكون، كما رصد تطور أنوية مجرات نشطة في مرحلة نشأة الكون.

(لرؤية صور حصل عليها مقراب نيوتن إكس إم إم انظر «كومنز» أسفله).

## اقرأ أيضا
- قائمة الحقول العميقة